# 九分 (宜蘭縣)
九分，原寫為九份，是台灣宜蘭縣冬山鄉的一個傳統地域名稱，位於該鄉北部。相較於今日行政區，其範圍大致為群英村西北大半部。

## 歷史
台灣清治末期，九分地區為一街庄，稱為「九份庄」，隸屬於羅東堡。該庄北與十六份庄為鄰，東及東南與武罕庄為鄰，南邊及西南邊為打那美庄，西北邊為順安庄、阿里史庄。
1901年（日治明治三十四年）11月，廢縣廳改設二十廳，該庄隸屬於宜蘭廳，編入第十二區。1905年（明治三十八年）7月，第十二區改名「羅東區」。1909年（明治四十二年）10月，合併二十廳為十二廳，該庄仍隸屬於宜蘭廳。1920年（大正九年），廢十二廳改設五州二廳，該庄改制並雅化為「九分」大字，隸屬於臺北州羅東郡冬山庄，大字下有「九分」、「八仙」小字名。
戰後冬山庄改制為冬山鄉，隸屬於臺北縣，大字改制為村。1950年10月，北、基、宜分治，冬山鄉改隸屬於宜蘭縣。

## 聚落
本地區發展較早的聚落有九份、八仙等，在日治期初期的官方地圖上已有記載。此外，本地區尚有粗坑窯聚落。

## 交通
台鐵宜蘭線是台灣東北部鐵路幹線，大致以北偏西—南偏東走向轉北北西—南南東走向經過九分地區中部偏西地帶。境內未設站，北側不遠處即為羅東車站，屬二等站，停靠大部分的普悠瑪號、太魯閣號、自強號、復興號，及全部的莒光號、區間快車與區間車。由此可前往台鐵沿線各站。
省道台9線（冬山路三段）又稱「東部幹線」，是台北經東台灣至屏東楓港的幹道，大致以西北—東南走向繞弧形轉西向東再轉再轉北北西—南南東走向經過本地區路西北部及西部。由該道路向西北轉北繞過羅東市區後可前往五結西北部、宜蘭、礁溪、頭城西南部、坪林等地，向南南東可前往冬山市區、蘇澳、南澳、秀林、新城、花蓮等地。
鄉道宜30-1線（羅莊一街、富英路）是鹿埔經羅東鎮至冬山河森林公園的道路，大致以北北東—南南西走向轉北偏西—南偏東走向再轉北北西—南南東走向經過本地區。由該道路向北北東轉西可經十六份前往羅東市中心西南側、阿里史、鹿埔並止於鄉道宜28線路口，向南南東可前往打那美與武罕交界地帶、珍珠里簡地區西南部並止於大員排水北側不遠處。
鄉道宜34線（義成路三段）是群英至中山的道路，其東北側端點位於本地區西北部省道台9線路口。由此向南南西出境後可前往順安、員山、舊寮等地。